# GSC3171-739
GSC3171-739 — хімічно пекулярна зоря спектрального класу A0, що має видиму зоряну величину в смузі V приблизно  9,7.

## Пекулярний хімічний склад
Зоряна атмосфера GSC3171-739 має підвищений вміст 
Si
.